# Rongo

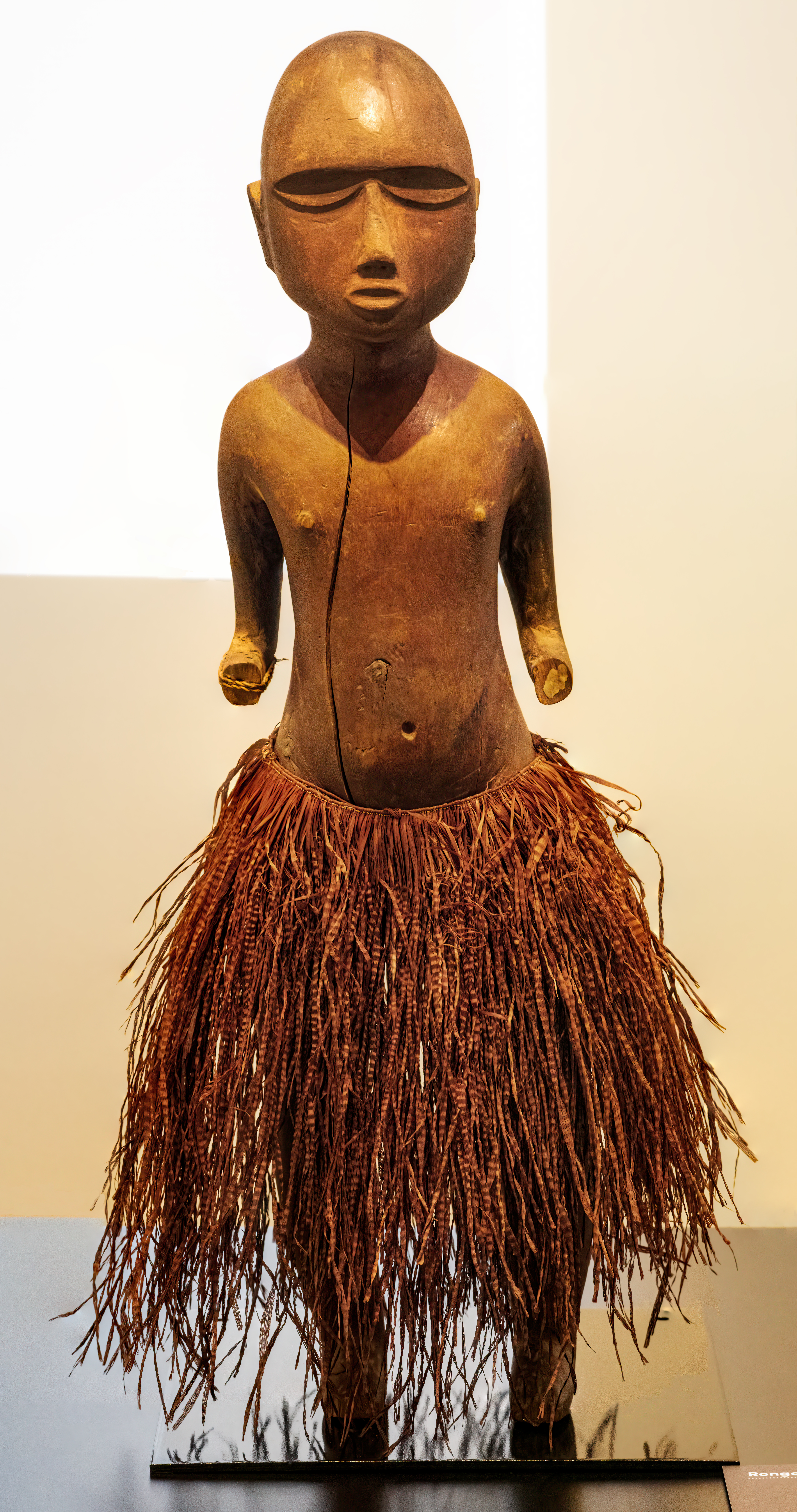
Rongo – Französisch-Polynesien

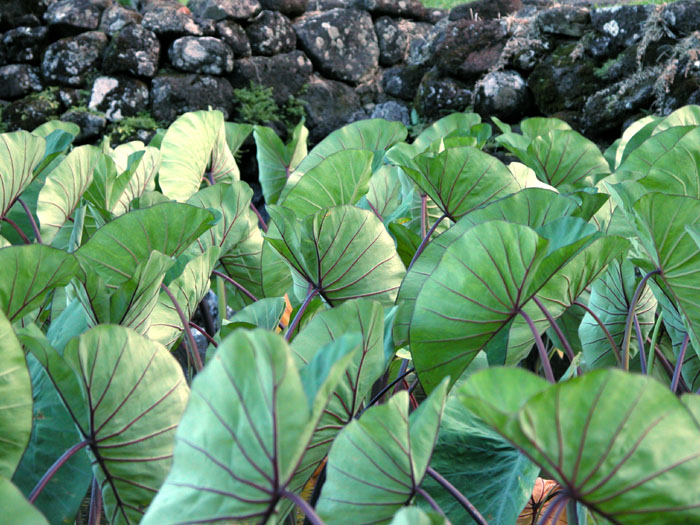
Taro

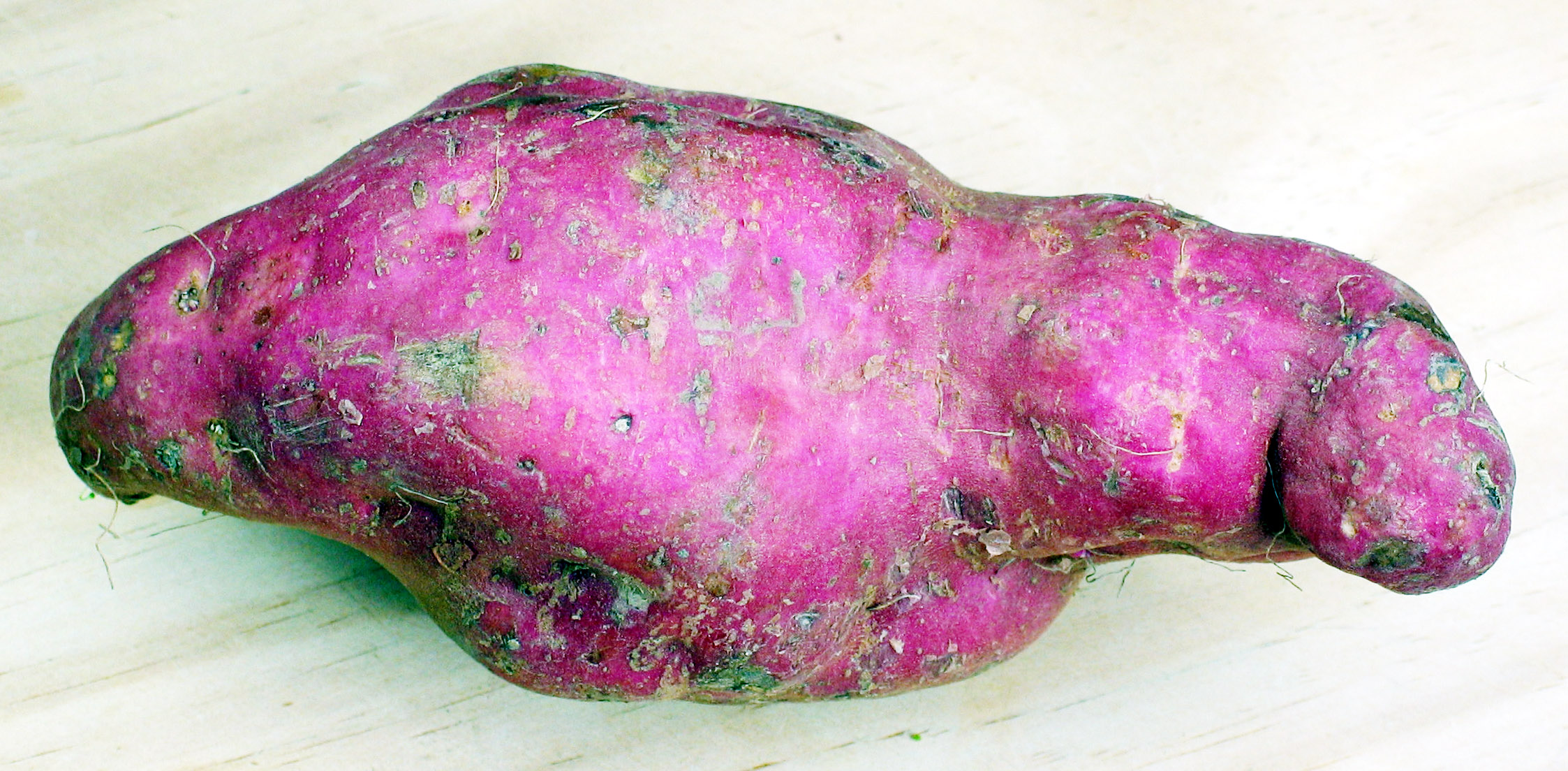
Kūmara (Süßkartoffel)

Rongo (auch Rongo-mā-tāne) ist in der Mythologie der Māori in Neuseeland der Gott des Landbaus, der kultivierte Nahrungspflanzen gedeihen lässt. Er ist ein direkter Sohn des himmlischen Paares Rangi und Papa, Vater Himmel und Mutter Erde. Rongos Name bedeutet in der Sprache der Māori 'Frieden'.
Rongo selbst ist Gott der landwirtschaftlich angebauten Nahrung, im Speziellen der Kūmara, also der Süßkartoffel, der Keulenlilien und andere. Rongos Bruder Haumia-tiketike hingegen ist der Gott der wildwüchsigen Nahrung. Beide leben unter dem Schutz ihrer Mutter Papa, der Mutter Erde, nachdem sie vor ihrem zornigen Bruder Tāwhirimātea Schutz suchen mussten.
Rongo verabscheut blutige Opfer. Er liebt Gesang und Festlichkeit.

## Andernorts in Polynesien
Auf Tahiti wird er Ro'o genannt, auf Hawaiʻi Lono. Siehe dazu auch Hawaiische Religion.
Auf Mangareva wurde er zum Regengott, der sich im Regenbogen zeigt.